# Vozovna v Koželužské ulici
Vozovna v Koželužské ulici je komplex pro deponování tramvajových souprav v centru města Olomouce.
Původní areál, který má kapacitu 45 vozů, vznikl již pro zahájení provozu tramvajové dopravy v Olomouci v roce 1899. Tato vozovna, která byla později upravována, byla pro tramvaje dostupná po manipulační trati z Horního náměstí dnešními ulicemi Opletalovou, Zámečnickou a Sokolskou. Při reorganizaci tramvajových tratí v centru města v 50. letech 20. století byla tato trať z části zrušena a nahrazena téměř 600 m dlouhou, z větší části jednokolejnou manipulační tratí z náměstí Národních hrdinů ulicemi Legionářskou a Sokolskou.

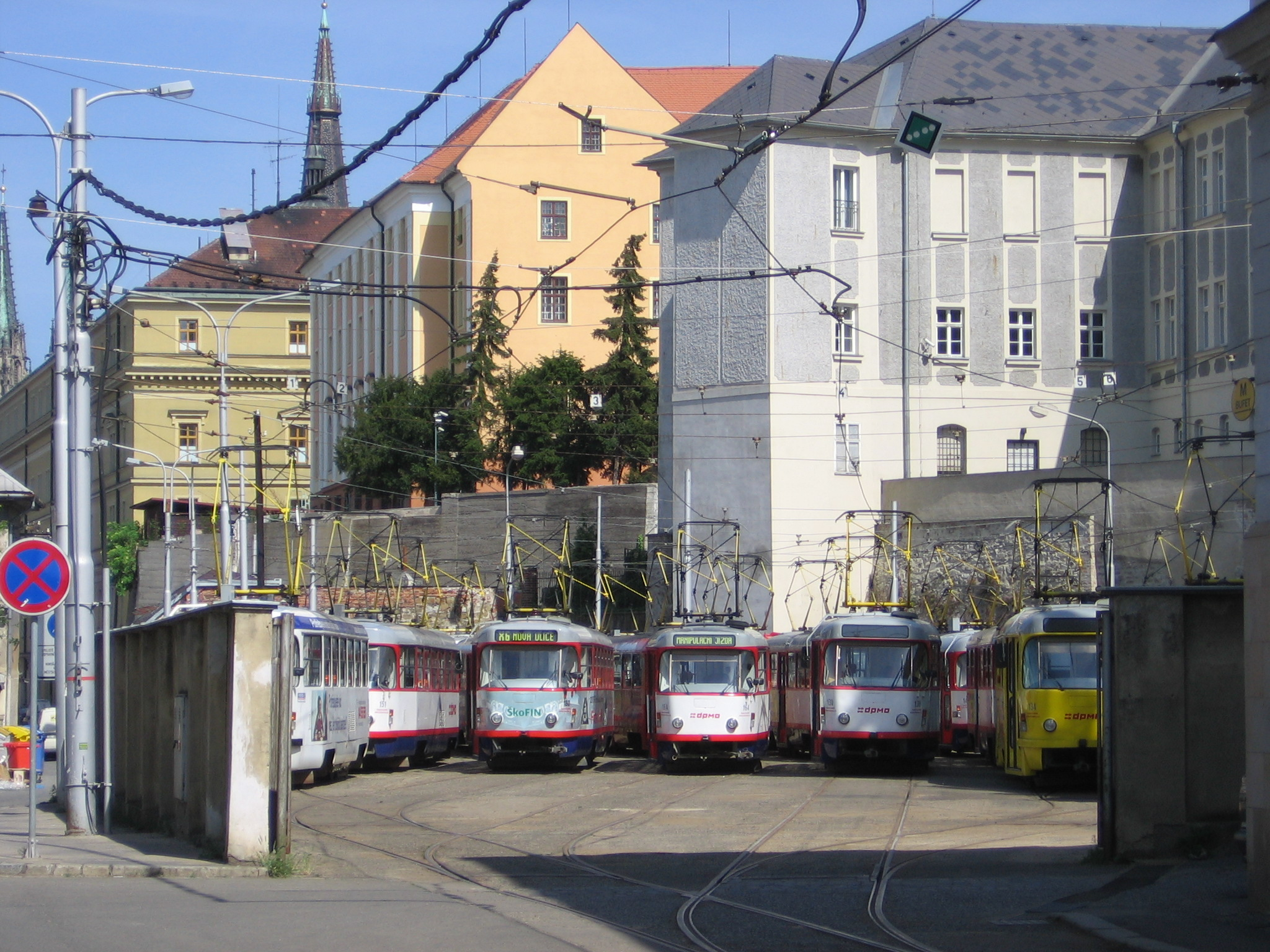
Odstavné kolejiště „Rubik“

Samotný komplex, jenž se nachází mezi ulicemi Sokolskou, Franklinovou a Dobrovského, však nebylo při pozdější expanzi tramvajového provozu možné rozšířit, proto v 70. a 80. letech vzniklo naproti vozovně přes ulici odstavné kolejiště pro 15 tramvajových vozů. Tato odstavná plocha pod otevřeným nebem, která se nachází na místě několika zbořených středověkých domů, je přezdívána „Rubik“, podle složité manipulace s tramvajemi na jednotlivých odstavných kolejích, která připomíná hlavolam Rubikovu kostku. Mezi „Rubikem“ a původní vozovnou vznikl kolejový trojúhelník, který je při jízdách z města nebo do města běžně využíván pro otáčení souprav. Všechny výhybky jsou zde řízeny manuálně (oproti zbytku vozovny a celé olomoucké tramvajové síti), při vjezdu na Rubik je úsekový dělič.
Při povodních v roce 1997 byl areál vozovny zatopen.
V roce 2009 byla naplánována výstavba úplně nové vozovny v Rolsberské ulici kvůli plánovanému rozšiřování provozu a nákupu nových vozů. Konkrétní datum zahájení stavby nové vozovny, která má již místo zajištěno územním plánem, nebylo určeno, neboť finanční náklady na její vybudování i s potřebnou tramvajovou tratí byly příliš vysoké (2 miliardy korun). V novém areálu by měly být garážovány i autobusy.
V roce 2023 byl otevřen odstav Jeremenkova.